# Borovan (huyện)
Borovan là một huyện thuộc tỉnh Vratsa, Bungaria. Dân số thời điểm năm 2001 là 7150 người.